# Sin / Pecado
Sin/Pecado es el tercer álbum de la banda portuguesa Moonspell lanzado a la venta en 1998.
Experimenta un cambio radical en lo que se conocía de Moonspell, incorporando sonidos electrónicos, acercándose bastante al rock y metal industrial, donde se pueden encontrar sonidos hipnotizantes, manteniendo los contrastes entre lo etéreo y lo salvaje que casi siempre es habitual en sus trabajos.

## Listado de canciones
1. Slow Down!
2. Handmade God
3. 2econd Skin
4. abYsmo
5. Flesh
6. Magdalene
7. Vulture Culture (Gloria Domini)
8. EuroticA
9. Mute
10. Dekadance
11. Let The Children Cum To Me...
12. The Hanged Man
13. 13!

Algunas personas califican este disco como "mágico", puesto que la canción 12 "The Hanged Man" (el ahorcado) concuerda con el arcano del mismo número y nombre del Tarot, a la vez la canción número 13 pareciera que no tiene nombre, al igual que el arcano de la Muerte.
- Datos: Q1930276